# Heiivka, Stanîcino-Luhanske
Heiivka (în ucraineană Геївка) este un sat în comuna Peredilske din raionul Stanîcino-Luhanske, regiunea Luhansk, Ucraina.

## Demografie
Componența lingvistică a localității Heiivka
     Rusă (79,01%)
     Ucraineană (20,37%)
     Alte limbi (0,62%)
Conform recensământului din 2001, majoritatea populației localității Heiivka era vorbitoare de rusă (79,01%), existând în minoritate și vorbitori de ucraineană (20,37%).